# Bahnhof Hamburg-Eidelstedt
Der Bahnhof Eidelstedt der Hamburger S-Bahn ist ein Umsteigeknoten im Hamburger Stadtteil Stellingen an der Grenze zu Eidelstedt im Nordwesten der Hansestadt Hamburg. Er ist eine der Nahverkehrsanbindungen des Altonaer Volksparks mit dem Volksparkstadion, der Spielstätte des HSV.

## Geschichte
Der Bahnhof liegt an der 1844 eröffneten Altona–Kieler Eisenbahn. Der erste Haltepunkt lag weiter nördlich. In den 1860er Jahren wurde der Bahnhof am heutigen Standpunkt eröffnet. Mit der Umlegung der Altona-Kaltenkirchener Eisenbahn (AKE) fuhren ab 1912 auch die Personenzüge der AKE über Eidelstedt, die Züge hielten auf dem Bahnhofsvorplatz. Im Zuge der Höherlegung der Strecke wurde der Bahnhof um 1920 neu errichtet. Nach Fertigstellung wurde auch die Trasse der AKE erhöht und die Personenzüge dieser Bahn hielten seitdem im Staatsbahnhof. Der Bahnhof trug zunächst die Bezeichnung Eidelstedt, bevor er in Folge des Groß-Hamburg-Gesetzes zum 1. April 1938 in Hamburg-Eidelstedt  umbezeichnet wurde.

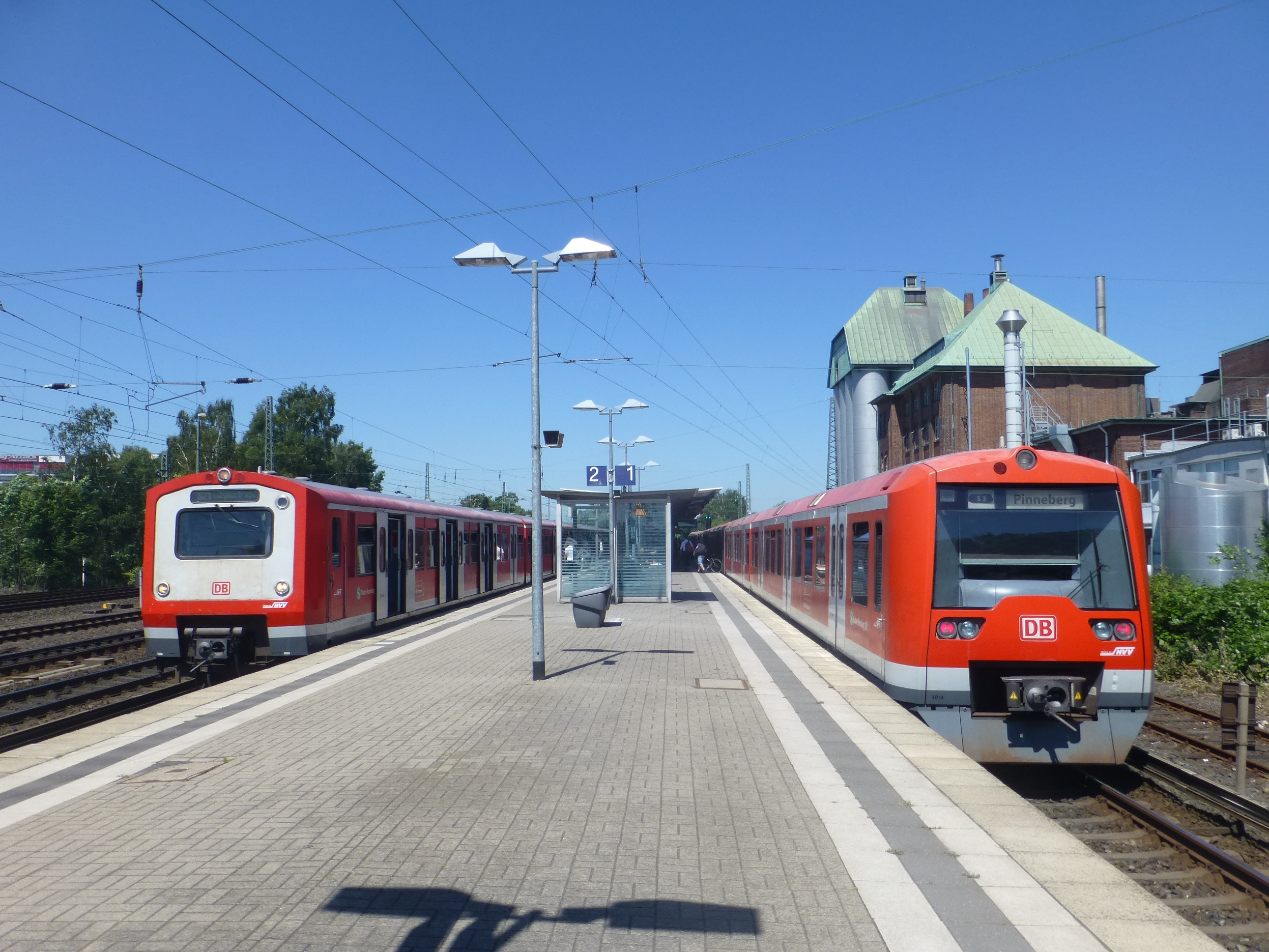
S-Bahn-Züge der Baureihen 472 (links) und 474 am Bahnsteig

1965 wurde der S-Bahn-Verkehr zwischen Holstenstraße und Elbgaustraße aufgenommen und der heutige Bahnhof entstand. Die Züge der nun als Eisenbahn Gesellschaft Altona-Kaltenkirchen-Neumünster (AKN) firmierenden Bahn endeten seitdem planmäßig in Eidelstedt. Ein Teil der ehemaligen AKN-Trasse wurde für die S-Bahn verwendet und die ehemaligen Bahnhöfe Stellingen und Hamburg-Altona AKN (auch „Kaltenkirchener Bahnhof“ genannt), der bis dahin Betriebsmittelpunkt gewesen war, wurden aufgegeben. Auch der westliche Bahnsteig in Eidelstedt wurde aufgegeben.
Die AKN erhielt 2006 eine kreuzungsfreie Einführung in den Bahnhof, in dem die Strecke das S-Bahn Gleis Richtung Pinneberg unterfährt.
In Zukunft soll die S-Bahn-Linie S5 auf der bisherigen AKN-Strecke bis Kaltenkirchen verkehren. Die Fertigstellung der dafür nötigen Baumaßnahmen wird etwa 2028 sein.

## Betrieb
Eidelstedt wird von den Zügen der S-Bahn-Linien S3 und S5 sowie der AKN-Linie A1 bedient. Die S-Bahn-Linien verkehren in der Haupt- und Normalverkehrszeit jeweils alle zehn Minuten, die AKN alle zehn bis 20 Minuten, sodass pro Stunde fahrplanmäßig etwa 30 Züge vom Bahnhof abfahren. Die Züge der AKN enden in Eidelstedt, deren Fahrgäste müssen daher hier in Richtung Hamburger Innenstadt in die S-Bahn umsteigen.
| Linie | Verlauf |
| ----- | --- |
| S 3   | Pinneberg – Thesdorf – Halstenbek – Krupunder – Elbgaustraße – Eidelstedt – Stellingen (Arenen) – Langenfelde – Diebsteich – Altona – Königstraße – Reeperbahn – Landungsbrücken – Stadthausbrücke – Jungfernstieg – Hauptbahnhof – Hammerbrook (City Süd) – Elbbrücken – Veddel (BallinStadt) – Wilhelmsburg – Harburg – Harburg Rathaus – Heimfeld (TU Hamburg) – Neuwiedenthal – Neugraben                                                     |
| S 5   | Elbgaustraße – Eidelstedt – Stellingen (Arenen) – Langenfelde – Diebsteich – Holstenstraße – Sternschanze – Dammtor – Hauptbahnhof \ Hauptstrecke – Hammerbrook (City Süd) – Elbbrücken – Veddel (BallinStadt) – Wilhelmsburg – Harburg – Harburg Rathaus – Heimfeld (TU Hamburg) – Neuwiedenthal – Neugraben – Fischbek – Neu Wulmstorf – Buxtehude – Neukloster – Horneburg – Dollern – Agathenburg – Stade / in Tagesrandzeiten – Berliner Tor |
| A1    | Eidelstedt – Eidelstedt Zentrum – Hörgensweg – Schnelsen – Burgwedel – Bönningstedt – Hasloh – Quickborn Süd – Quickborn – Ellerau – Tanneneck – Ulzburg Süd (– Henstedt-Ulzburg – Kaltenkirchen Süd – Kaltenkirchen) |

## Aufbau
Der Bahnhof liegt in Dammlage und verfügt über einen 219 Meter langen Mittelbahnsteig. Südlich schließt sich ein Kehrgleis an, das überwiegend für die Züge der AKN genutzt wird. Östlich der zwei S-Bahngleise liegt ein weiteres Gleis, das genutzt wird, um von der Güterumgehungsbahn unter Nutzung weniger Meter der S-Bahnstrecke (Gleis Richtung Pinneberg) auf die AKN-Stammstrecke zu gelangen. Die Züge der AKN fahren seit 2006 über eine höhenfreie Einfädelung nördlich des Bahnsteigs in den S-Bahnhof ein. Zuvor zweigte das AKN-Gleis kurz hinter dem Bahnhof vom Streckengleis Richtung Pinneberg ab. Westlich des Bahnsteigs liegen einige Gleise für den Fern- und Regionalverkehr in Richtung Elmshorn.